# Ludvig Holstein
 Der er flere personer med dette navn, se Ludvig Holstein (flertydig).
Ludvig Detlef greve (von) Holstein (født 3. december 1864 på Langebækgaard, Kallehave, død 11. juli 1943 i København) var en dansk forfatter, digter og filosof.
Ludvig Holstein var søn af grev Christian Johannes Ernst Holstein, en bror til Ludvig Holstein-Holsteinborg, og hustru Sophie F. Kramer, blev student fra Hauchs Skole 1883 og tog året efter filosofikum.
Holstein var en del af generationen af lyrikere fra 1890'erne, men lod sig inspirere af en frigjort panteistisk naturfølelse, som han udæskede i sin religionsfilosofiske prosabog Den grønne Mark (1925).
Holstein havde en beskeden produktion: Debutarbejdet Digte (1895), samlingerne Løv (1915),
Mos og Muld (1917), Æbletid (1920) og Jehi (1929) samt dramaet Tove (1898), der rummer symbolistiske elementer, men inden for denne begrænsning viste han både i form og i det særprægede og malende ord så intim poetisk sans og et sådant herredømme over poesiens midler, at han regnes blandt sin tids væsentligste lyrikere. Han boede primært i København, men Holsteins digtning er nært knyttet til oplevelsen af Sjællands natur. Mange af hans digte kredser om tilblivelsens mysterium og naturens stadige rytme af fødsel og død.
Flere af Holsteins digte er blevet sat i musik og indgår i Højskolesangbogen, fx Det er i Dag et Vejr fra Digte (2. udgave, 1903) og Det lysner over Agres Felt fra Løv. Nye Digte (1915). Holstein oversatte desuden fra engelsk, fransk og tysk; fra og med 1919 var han tilknyttet Gyldendal som litterær konsulent.
Holstein var gift tre gange: 1892 med Rigne Juliane Vilhelmine Warhuus (ægteskabet opløst), 1901 med Petrine Margrethe Kofoed (ægteskabet opløst 1911) og 1915 med Thyra Ulrich, der var en søster til Johannes V. Jensens kone Else Marie Ulrich. I 1918 kom han på Finansloven.

## Priser
- Det anckerske Legat. 1900
- Drachmannlegatet. 1920
- Otto Benzons Forfatterlegat. 1922